# Winterbourne, Berkshire
Winterbourne är en ort och civil parish i Storbritannien.   Den ligger i kommunen West Berkshire i riksdelen England, i den södra delen av landet, 80 km väster om huvudstaden London. Winterbourne ligger 97 meter över havet och antalet invånare är 2 168.
Terrängen runt Winterbourne är platt. Runt Winterbourne är det ganska tätbefolkat, med 239 invånare per kvadratkilometer. Närmaste större samhälle är Newbury, 5,2 km söder om Winterbourne. Omgivningarna runt Winterbourne är en mosaik av jordbruksmark och naturlig växtlighet.